# 勒瑟尔-德米尔登
勒瑟尔-德米尔登（荷蘭語：Reusel-De Mierden）是荷蘭的一個市鎮，位於荷蘭南部，在行政區劃上屬於北布拉班特省。勒瑟尔-德米尔登面積78.66 km2（30.37 sq mi），在模板錯誤：參數項只能填寫數字。有人口13,127。

## 外部連結
- 维基共享资源上的相關多媒體資源：勒瑟尔-德米尔登
- Official website （页面存档备份，存于）